# Haworthia truncata
Haworthia truncata es una especie de planta suculenta perteneciente a la familia Xanthorrhoeaceae. Es originaria de Sudáfrica.

## Descripción
Es una planta suculenta perennifolia que alcanza un tamaño de 1 a 20 cm de altura. Se encuentra a una altitud de 500 - 1500  metros en Sudáfrica.

## Taxonomía
Haworthia truncata fue descrita por  Schönland y publicado en Transactions of the Royal Society of South Africa 1: 391, en el año 1910.
Variedades aceptadas
- Haworthia truncata var. maughanii (Poelln.) Halda
- Haworthia truncata var. truncata[5]

## Referencias

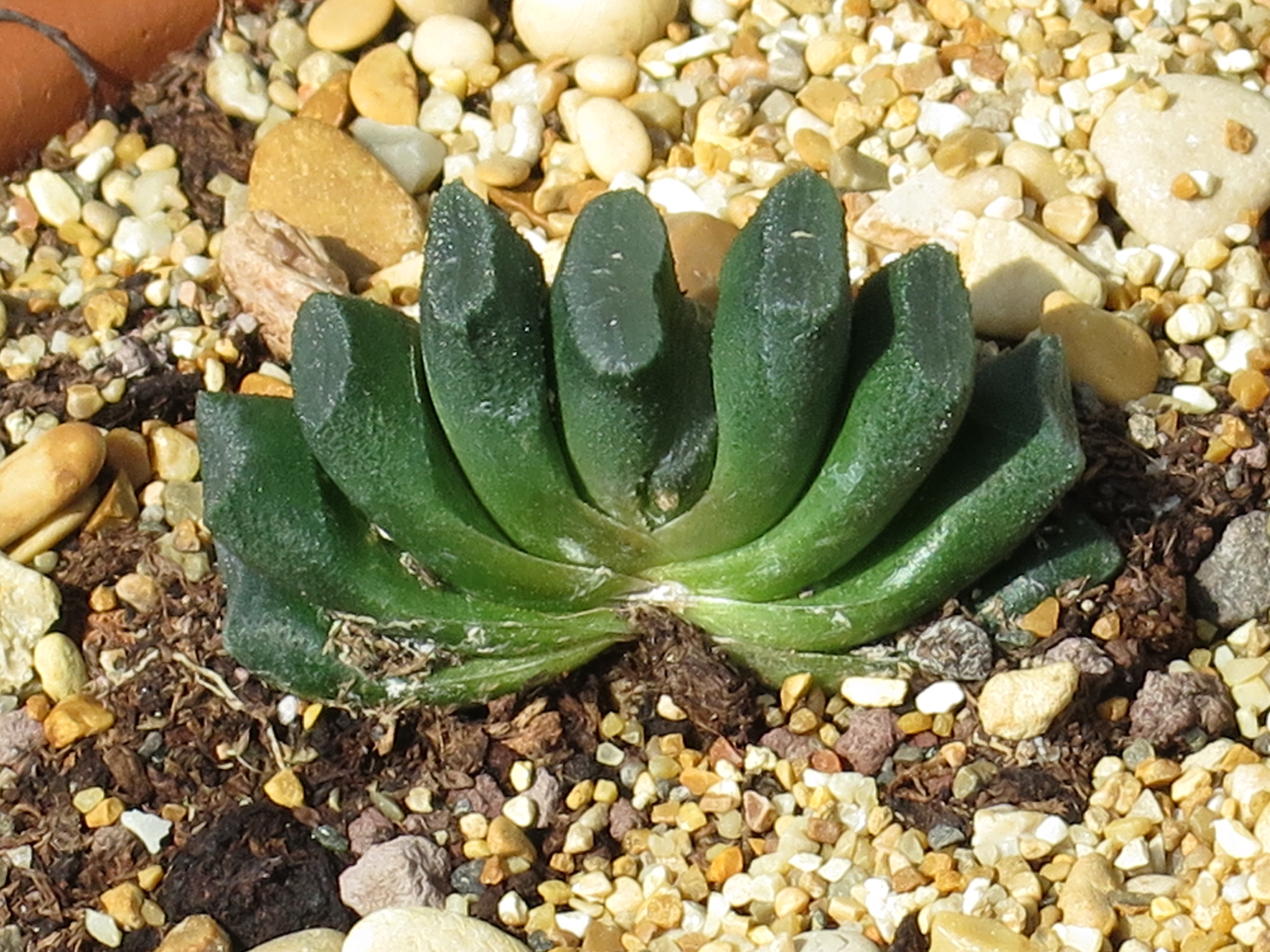
Haworthia truncata